# Do You Think About Me
«Do You Think About Me» — другий офіційний сингл американського репера 50 Cent з його четвертого студійного альбому Before I Self Destruct. У Великій Британії окремок видали 22 березня 2010 р. Додатковий вокал: Governor.

## Відеокліп
Кліп (режисер: Кріс Робінсон) зняли у Нью-Йорці. Вівіка А. Фокс грає роль колишньої дівчини репера, Тамала Джонс — дівчини в ресторані, Тагайрі — танцівниці. Вівіка намагається вбити 50 Cent різними способами, зокрема використовує ляльку Вуду та проколює шину Lamborghini Gallardo Spyder, проте репер сідає в Lamborghini Gallardo із закритим дахом. Виконавець отримує від неї листа, в котрому написано «I am the last thing you will think about» (укр. «Я остання про кого ти подумаєш»). Вона підриває офіс 50 Cent, але він встигає врятуватися. Наприкінці відео репер стоїть поруч з Вівікою.

## Список пісень
Цифровий сингл
1. «Do You Think About Me» (explicit album version) — 3:26
2. «Do You Think About Me» (music video/clean) — 3:52

Американський промо-CD
1. «Do You Think About Me» (album version) — 3:26
2. «Do You Think About Me» (album clean) — 3:26
3. «Do You Think About Me» (instrumental) — 3:27

Британський промо-CD
1. «Do You Think About Me» (super clean edit/clean album version) — 3:26
2. «Do You Think About Me» (instrumental) — 3:26
3. «Do You Think About Me» (Does It Offend You Bobby Bloomfield Remix) — 5:34
4. «Do You Think About Me» (Space Cowboy Remix) — 4:01
5. «Do You Think About Me» (Raw Man) — 3:47
6. «Do You Think About Me» (Space Cowboy Dub Remix) — 7:14

## Чартові позиції
| Чарт (2010)                       | Найвища позиція |
| --------------------------------- | --------------- |
| Велика Британія                   | 105             |
| UK R&B Chart                      | 32              |
| US Bubbling Under Hot 100 Singles | 7               |
| US Hot R&B/Hip-Hop Songs          | 26              |
| US Rap Songs                      | 15              |